# Koklumptjärnarna (Hotagens socken, Jämtland, 711534-143597)
Koklumptjärnarna är en sjö i Krokoms kommun i Jämtland och ingår i Indalsälvens huvudavrinningsområde. Koklumptjärnarna ligger i Gråberget-Hotagsfjällen Natura 2000-område.